# Instytut Józefa Piłsudskiego (Londyn)

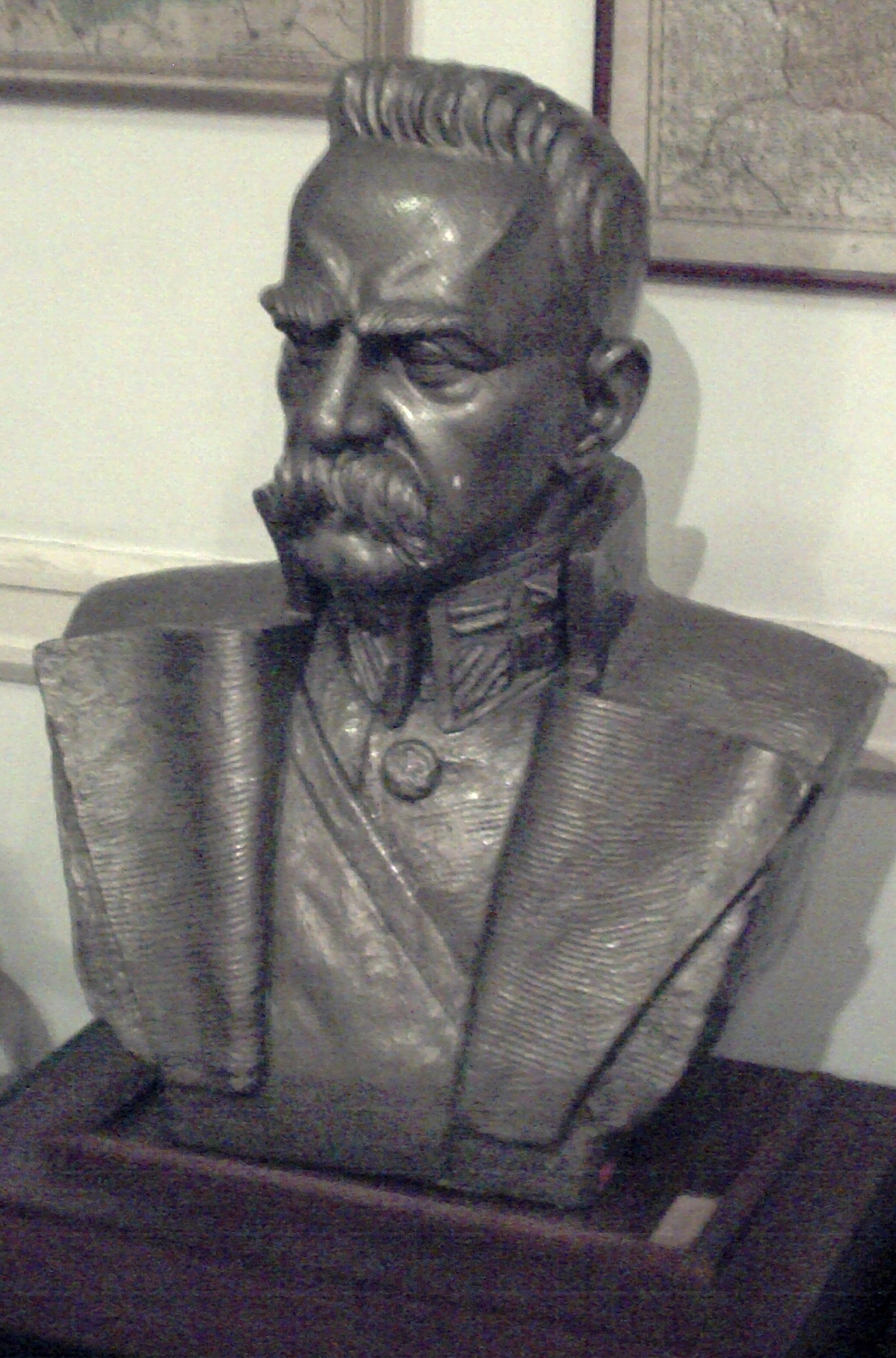
Popiersie Marszałka – eksponat Instytutu

Instytut Józefa Piłsudskiego w Londynie (ang. The Jozef Pilsudski Institute) – polska jednostka naukowo-wydawnicza w Londynie.
Instytut zbiera, przechowuje i bada dokumenty z okresu najnowszej historii Polski, gromadzi zbiory dokumentów, relacje historyczne, eksponaty muzealne oraz książki. Ogłasza drukiem opracowania, organizuje odczyty, wykłady, wystawy związane z patronem oraz rocznicami niepodległościowymi.

## Rodowód
Wywodzi się z Instytutu Badania Najnowszej Historii Polski powstałego w Warszawie w latach 1923–1924. Po śmierci marszałka Józefa Piłsudskiego instytut został przemianowany na Instytut Józefa Piłsudskiego Poświęcony Badaniu Najnowszej Historii Polski.
Przerwana w 1939 r. działalność instytutu w Warszawie podjęta została po wojnie na emigracji niepodległościowej. W marcu 1947 powołano do życia niezależną, charytatywną organizację pn. Instytut Józefa Piłsudskiego w Londynie. Inicjatorami jego odtworzenia byli: Władysław Bortnowski, Tytus Filipowicz, Kazimierz Iranek-Osmecki, Tadeusz Münnich, Aleksandra Piłsudska, Wacław Stachiewicz, Tadeusz Schaetzel, Konrad Libicki, Jan Starzewski i inni.
Od 1972 r. instytut znajduje się w siedzibie Polskiego Ośrodka Społeczno-Kulturalnego (POSK).
Źródłem finansowania działalności Instytutu są darowizny, dotacje i składki członkowskie. Mniej więcej od początku XXI w. sytuacja finansowa Instytutu ulega coraz większemu pogorszeniu. Z jednej strony wymiera pokolenie powojennych polskich emigrantów w Wlk. Brytanii, dla którego Instytut był emanacją Polski, jej historii i kultury w Anglii, który aktywnie i hojnie wspierali. Z drugiej strony rozbieżności społeczno-polityczne podzieliły polską emigrację w tym kraju, tę powojenną i po 1989 r., w dużym stopniu na tle różnic i oczekiwań pokoleniowych. Istnieje duże zagrożenie likwidacji Instytutu na tle ekonomicznym.

## Struktura organizacyjna

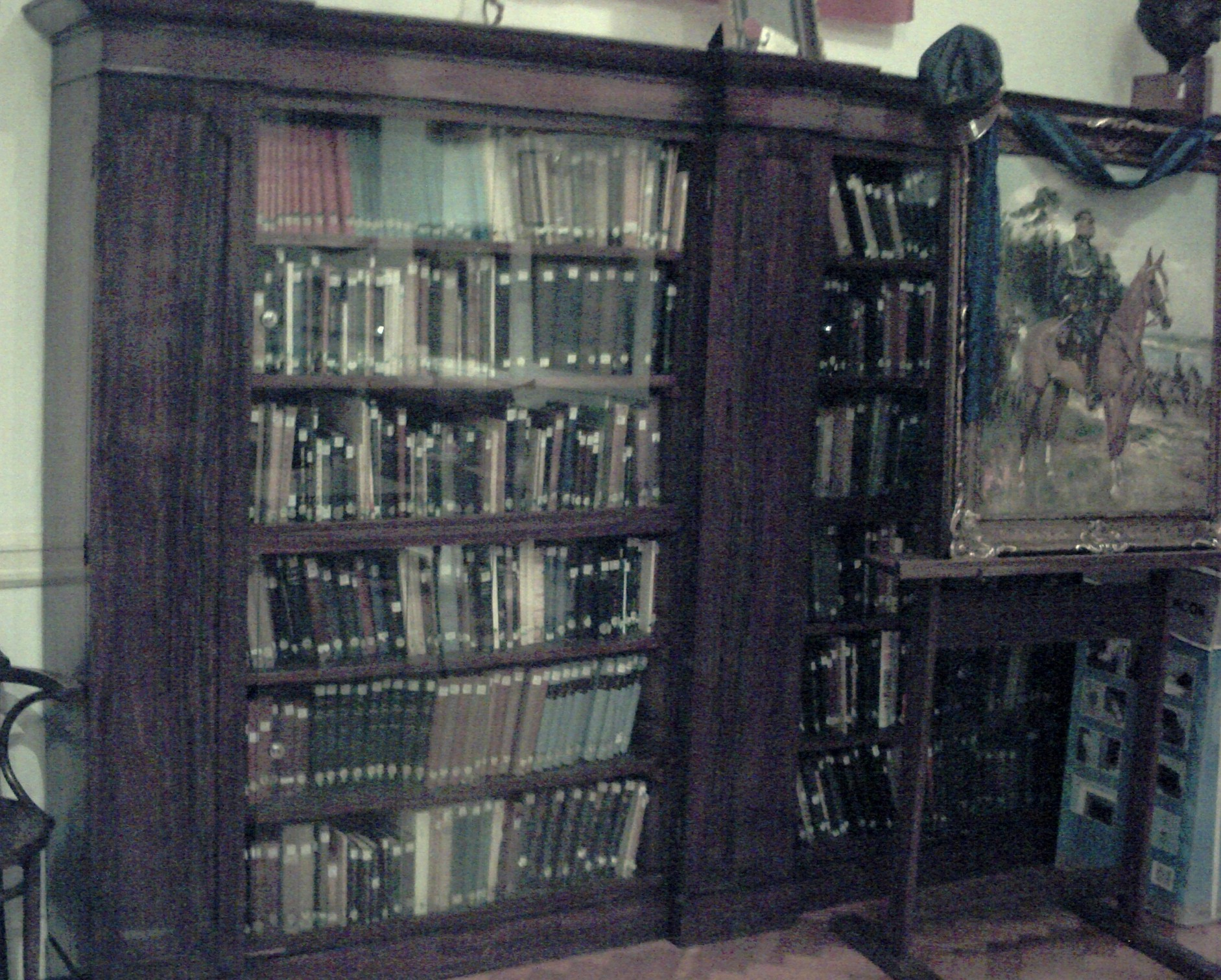
Księgozbiór Instytutu Józefa Piłsudskiego

- Archiwum Dokumentów – zawiera ponad 200 opracowanych kolekcji.
  - Archiwum Adiutantury Generalnej Naczelnego Dowództwa 1918–1922 (w mikrofilmach i odbitkach) – stanowi zasadnicze źródło do badań nad wojną polsko-bolszewicką i pierwszymi latami niepodległości.
- Archiwum Map – posiada szereg cennych zestawów. Zbiorem podstawowym jest komplet map 1:100 000 terenu Polski z lat 1918–1939. W darze od Tadeusza Pawłowicza Instytut otrzymał wartościową kolekcję historycznych map Polski od XVI do XVII w.
- Archiwum Fotografii – obejmuje dwa i pół tysiąca fotografii pamiątkowych związanych z osobą Marszałka, okresem walk o wolność, historią Legionów i okresem niepodległości.
- Muzeum: a w nim: zbiór odznak pułkowych, medali, szereg portretów, obrazów i rzeźb (w tym obraz Wojciecha Kossaka – Marszałek na Kasztance, rzeźba głowy Marszałka dłuta Alfonsa Karnego i rzeźba dłuta Stanisława Ostrowskiego). W sali muzealnej regularnie organizowane są czasowe wystawy.
- Biblioteka Instytutu – obejmuje sześć tysięcy pozycji książkowych, broszur i wydawnictw. Księgozbiór zbieżny jest z kierunkiem pracy naukowej prowadzonej przez Instytut. W skład księgozbioru wchodzą również nuty i śpiewniki, albumy i ryciny oraz bogaty zbiór ekslibrisów.
  - Dział Archiwalny – wydawnictwa do 1939Instytut Józefa Piłsudskiego

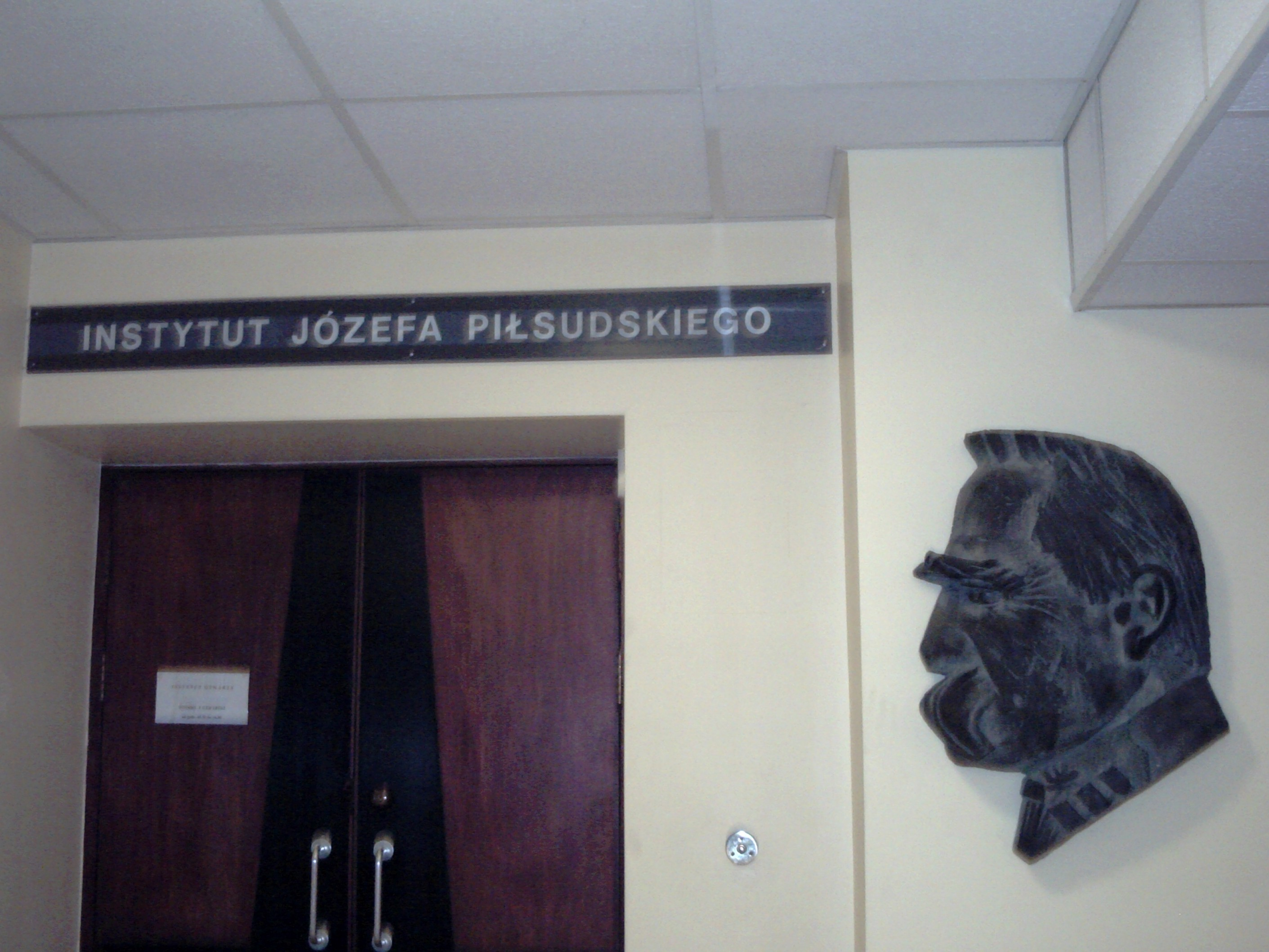
Instytut Józefa Piłsudskiego

  - Dział Ogólny.

## Twórcy, prezesi i członkowie
Konrad Libicki, Jan Starzewski, Tadeusz Schaetzel (współzałożyciele), Józef Smoleński, Janusz Głuchowski, Władysław Bortnowski (prezesi), Władysław Zaleski (długoletni sekretarz), Janusz Rowiński, Bronisław Chruściel, Andrzej Suchcitz.